# 1923 في البرتغال
فيما يلي قوائم الأحداث التي وقعت خلال عام 1923 في البرتغال.

## سياسة

### تعيين في المنصب
- 6 أكتوبر – مانويل تيكسيرا جوميز رئيس البرتغال.

### انتهاء فترة المنصب
- 5 أكتوبر – أنطونيو خوسيه دي ألميدا رئيس البرتغال.

## مواليد

### يناير
- 14 يناير – ألفارو دياز[1]
- 27 يناير – أوقستو باريتو مسايف برتغالي.

### فبراير
- 22 فبراير – جواكيم ماتشادو لاعب كرة قدم برتغالي.

### مارس
- 14 مارس – سيليست رودريغوس مغنية برتغالية.[2]

### مايو
- 1 مايو – فيرناندو كابريتا
- 7 مايو – خوسيه فيريرا مبارز بالسيف برتغالي.
- 23 مايو – إدواردو لورنسو كاتب برتغالي.[3]

### يونيو
- 19 يونيو – خوسيه دياز كويلو فنان برتغالي.

### سبتمبر
- 13 سبتمبر – ناتاليا كوريا كاتبة برتغالية.[4]
- 28 سبتمبر – أنطونيو أرواخو لاعب كرة قدم برتغالي.

### أكتوبر
- 6 أكتوبر – أميريكو هنريكس
- 27 أكتوبر – أليكساندر ماريا بينهيرو توريس[5]

### ديسمبر
- 8 ديسمبر – مانويل فييرا بينتو كهنوت برتغالي.

## وفيات

### يوليو
- 15 يوليو – هنري هويل هوورث (مواليد 1842) سياسي بريطاني.[6]